# خمپاره‌انداز

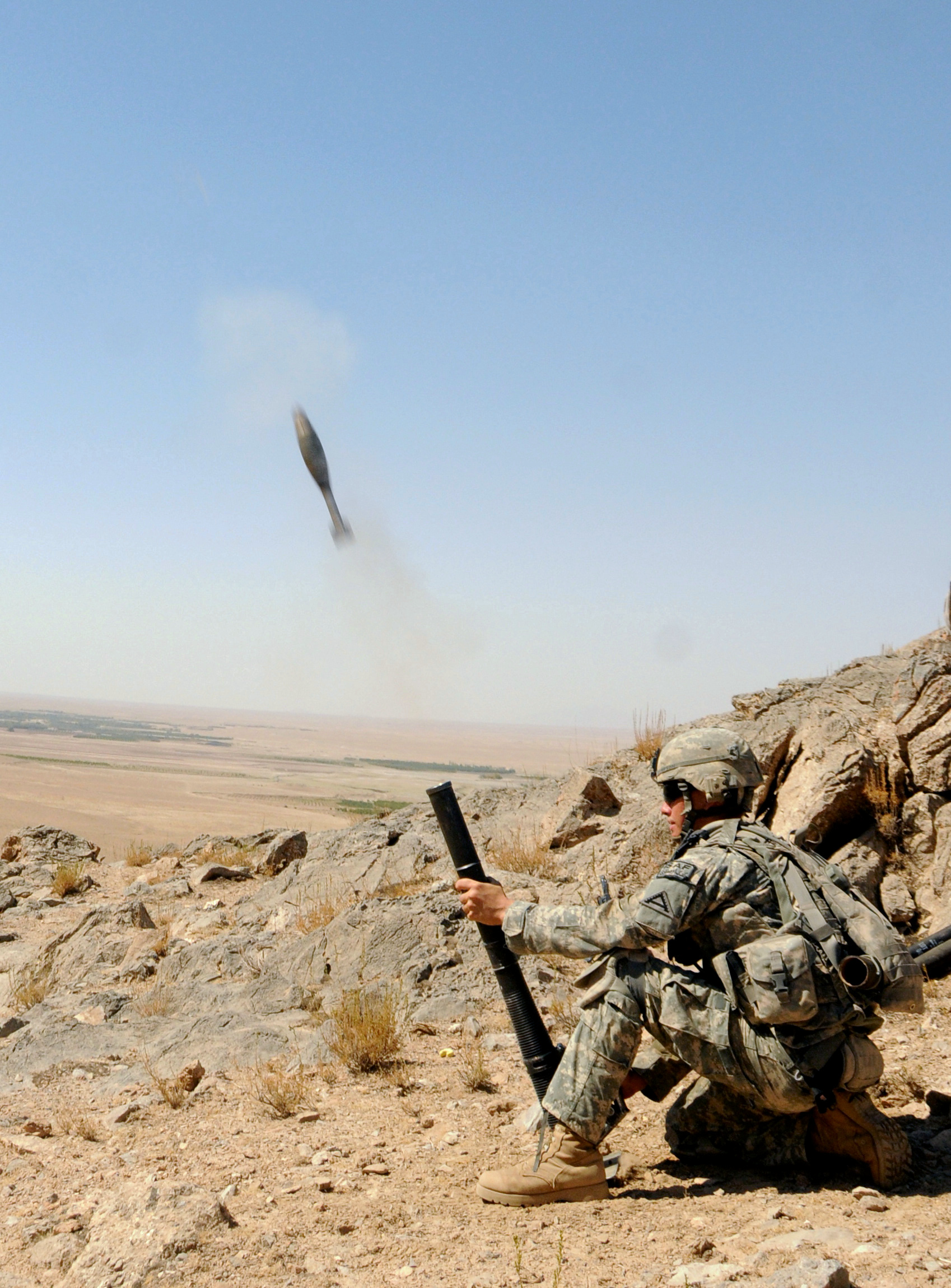
شلیک خمپاره توسط یک سرباز آمریکایی در افغانستان

خمپاره‌انداز یک توپ سرپر است که گلوله‌ها را با شتاب کم و در مسیرهای بالستیک کمانی به فواصل نزدیک پرتاب می‌کند و طول لوله آن، کم‌تر از ۱۵ برابر اندازه کالیبرش است.

## پیشینه و کارکرد

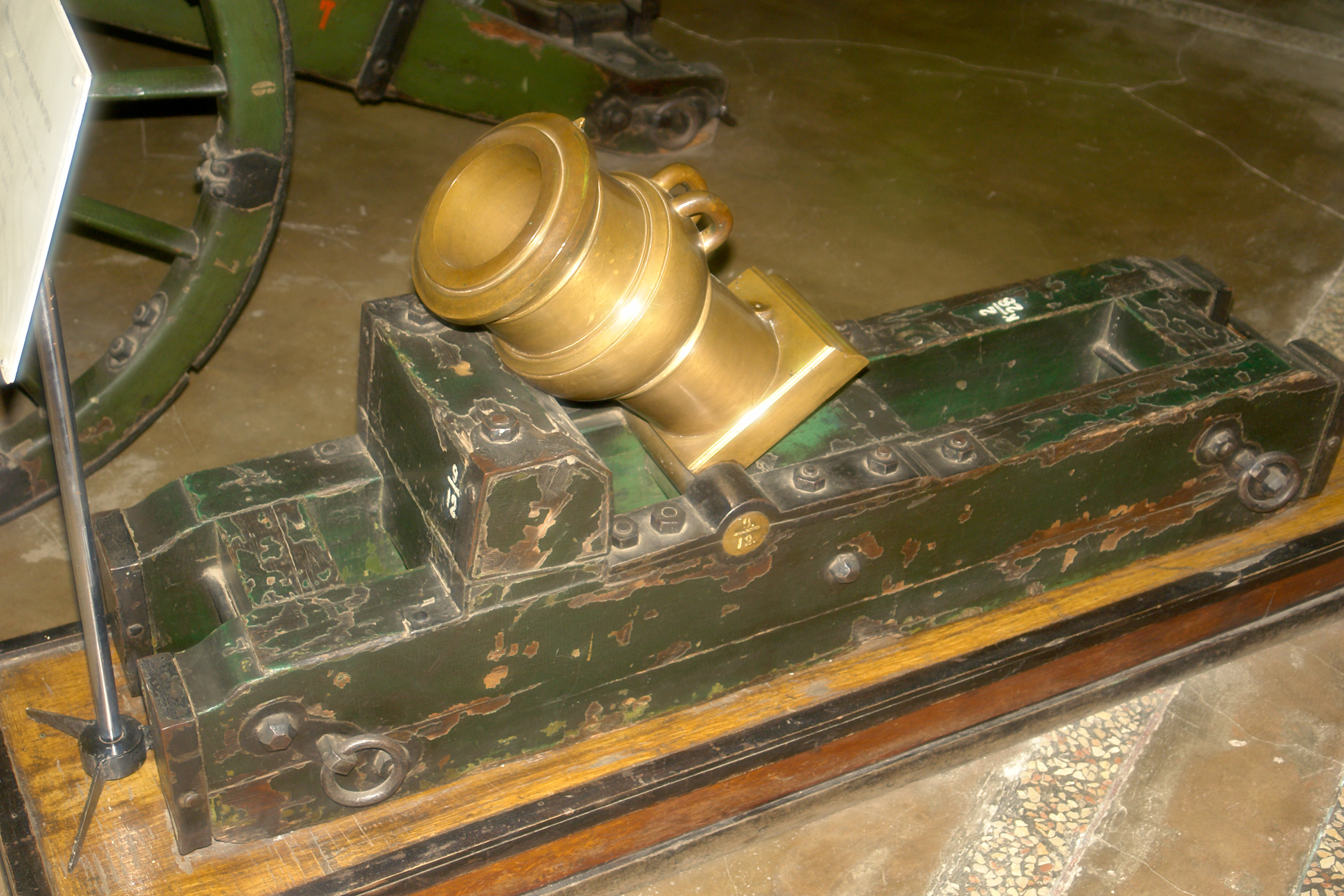
یک خمپاره انداز کوچک روسی

یک خمپاره‌انداز از ۴ قسمت اصلی تشکیل می‌شود که شامل قنداق، دوپایه، لوله و زاویه یاب فرماندهی می‌شود. کالیبر خمپاره انداز شامل خمپاره انداز ۱۲۰ م م، خمپاره انداز ۸۱ م م و خمپاره انداز ۶۰ م م می‌شود. خمپاره اندازها یکی از بهترین سلاح‌ها در میدان نبرد بوده و بسیار کاربردی است زیرا گلوله را به صورت منحنی پرتاب می‌کند و با نواخت تیر بالا و حجم آتش زیاد دشمن را حتی اگر در دید مستقیم نباشد مورد هدف قرار می‌دهد. وظیفه ذاتی خمپاره اندازها پشتیبانی از نیروهای خودی بوده و با حجم آتش بالا دشمن را زمین گیر خواهد کرد. از یک لوله تشکیل شده که گلوله به داخل آن رها می‌شود و پس از برخورد با سوزن آتش، باعث انفجار مواد پیشران شده و گلوله شلیک می‌شود. در مقابل خمپاره اندازها، می‌توان به برادران بزرگتر آنها یعنی هویتزرها و توپخانه‌های صحرایی اشاره کرد که دارای سرعت بیشتر، برد بالاتر و مسیر پروازی با انحنای کم تری هستند. در قرن ۱۹ در اوایل قرن ۲۰ از خمپاره اندازهای ثابتی استفاده می‌شد که کالیبر آن‌ها گاه به یک متر می‌رسید. البته از یک خمپاره انداز حتی می‌توان برای شلیک گلوله‌های ویژه آتش بازی و گلوله‌های دودزا نیز استفاده کرد.